# Municipio de Summit (condado de Clay, Iowa)
Summit Township es un municipio inactivo del condado de Clay, Iowa, Estados Unidos. Según el censo de 2020, tiene una población de 463 habitantes.
Es una subdivisión exclusivamente geográfica, por cuanto el estado de Iowa no utiliza la herramienta de los townships como Gobiernos municipales.

## Geografía
Está ubicado en las coordenadas 43°12′40″N 95°12′46″O / 43.21111, -95.21278. Según la Oficina del Censo de los Estados Unidos, tiene una superficie total de 91.38 km², de la cual 90.70 km² corresponden a tierra firme y 0.58 km² son agua.

## Demografía
Según el censo de 2020, hay 463 personas residiendo en la zona. La densidad de población es de 5.1 hab./km². El 93.95 % de los habitantes son blancos, el 0.43 % son afroamericanos, el 0.22 % es amerindio, el 0.22 % es asiático y el 5.18 % son de una mezcla de razas. Del total de la población, el 2.81 % son hispanos o latinos de cualquier raza.